# جوزف لینارد اسمیت
جوزف لینارد اسمیت (انگلیسی: Joe Smith؛ زادهٔ ۲۶ ژوئیهٔ ۱۹۷۵) بازیکن بسکتبال اهل ایالات متحده آمریکا است.
از باشگاه‌هایی که در آن بازی کرده‌است می‌توان به آتلانتا هاوکس، مینه‌سوتا تیمبرولوز، شیکاگو بولز، گلدن استیت واریرز، کلیولند کاوالیرز، میلواکی باکس، بروکلین نتس، اکلاهما سیتی تاندر، لس آنجلس لیکرز، دنور ناگتس، فیلادلفیا سونتی‌سیکسرز، و دیترویت پیستونز اشاره کرد.